# John Knox

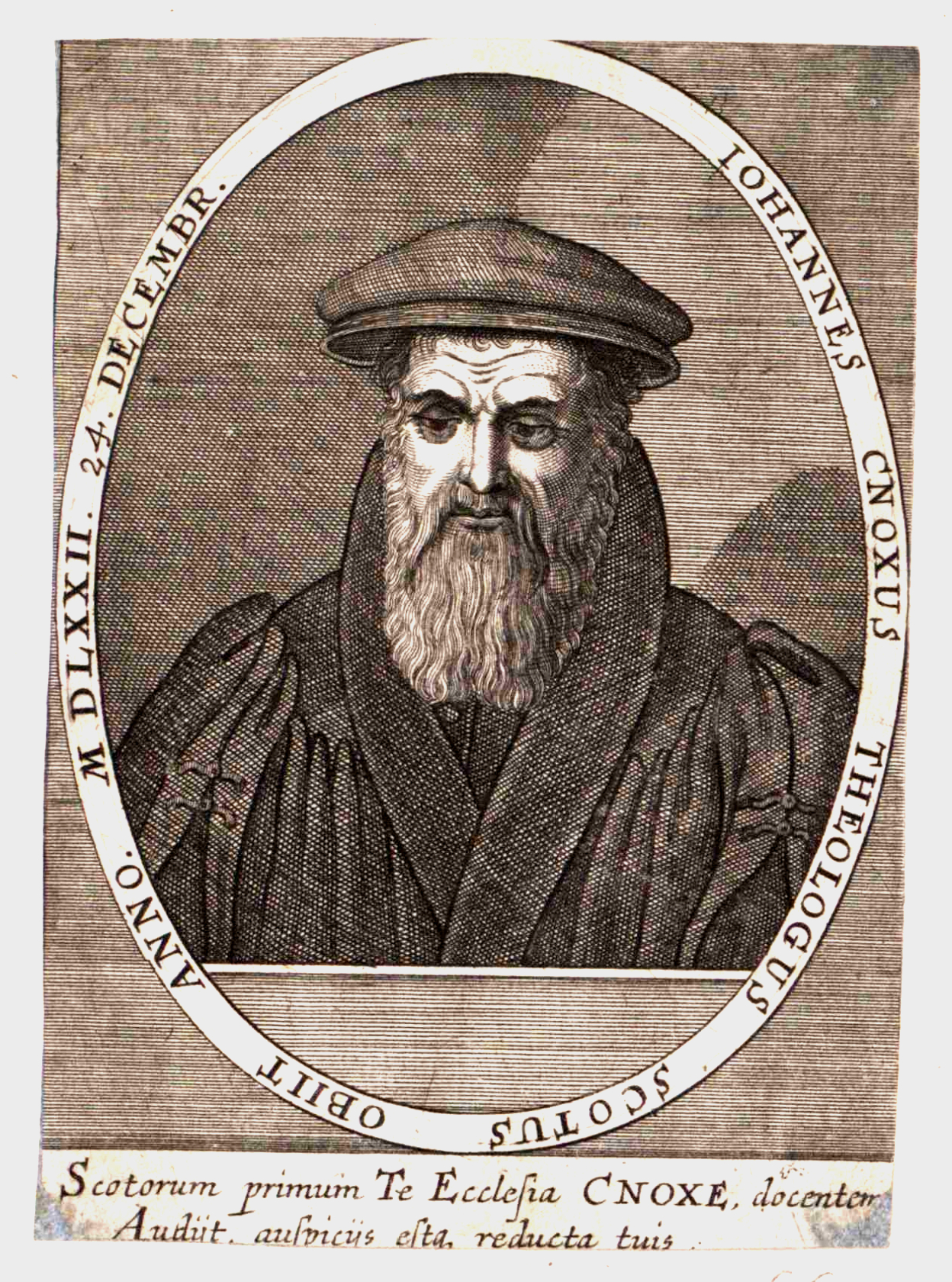
John Knox (Jean-Jacques Boissard: Bibliotheca chalcographica, 17. Jahrhundert)

John Knox (* um 1514 in Haddington, East Lothian; † 24. November 1572 in Edinburgh) war ein schottischer Reformator und Mitbegründer der Presbyterianischen Kirchen.

## Leben

### Kleriker, Aufständischer, Galeerensklave und Hofkaplan

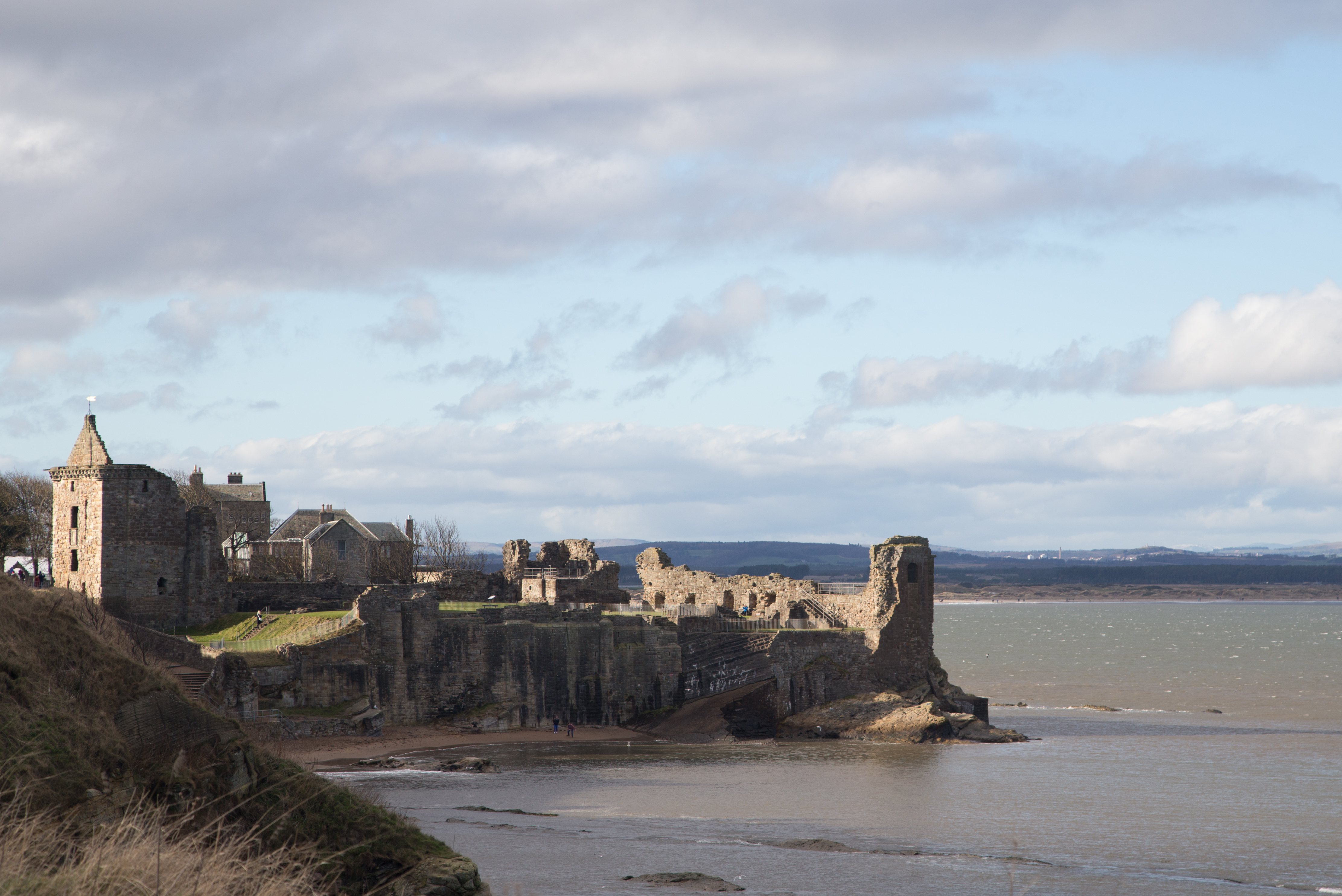
Bischofsburg von St. Andrews

Knox war ein Sohn des Bauern William Knox und seiner Frau, geborene Sinclair. Über seine Kindheit und Jugend ist kaum etwas überliefert. Er studierte ab 1529 Rechtswissenschaften und Theologie an der Universität St Andrews. Hier könnte er ein Schüler des führenden scholastischen Theologen John Major gewesen sein. Im Gegensatz zu anderen Reformatoren wie Luther, Melanchthon, Zwingli oder Calvin hatte Knox kaum humanistischen Bildungshintergrund. William Chishom, Bischof von Dunblane, weihte ihn in Edinburgh zum Diakon und anschließend in der Osternacht 1536 zum Priester. Danach war er apostolischer Notar und wirkte als Hauslehrer für die Söhne von Landadligen in Lothian.
Als der Reformator George Wishart Lothian besuchte, brach Knox offen mit seiner Rolle als katholischer Kleriker. Wishart war nach Schottland zurückgekehrt, um seine vom Ersten Helvetischen Bekenntnis geprägte, antikatholische Lehre zu verkünden, und nahm sogar in Kauf, Märtyrer zu werden. Knox begleitete ihn fünf Wochen lang; Wishart wurde sein Vorbild und Rollenmodell. Nach dessen Verfolgung, Verhaftung in Ormiston bei East Lothian, Verurteilung, Hinrichtung und Verbrennung als Ketzer am 1. März 1546 in St. Andrews wurde der dafür verantwortliche Kardinal David Beaton am 29. Mai in seiner Residenz zur Vergeltung ermordet. Es soll zudem die Geburtsstunde der reformierten Church of Scotland gewesen sein. Beatons politische Gegner besetzten dessen Bischofsburg in St. Andrews. Im April 1547 schloss sich Knox dieser Gruppe von Aufständischen an. Man drängte ihn, für die Besatzung von St. Andrews als Prediger zu wirken, was er ungern tat, aus dem späteren Rückblick aber als seine Ordination interpretierte. In einer Phase der Waffenruhe predigte er auch in St. Andrews und nahm an öffentlichen Disputationen teil. Dann erschien eine französische Flotte in der Bucht von St. Andrews; die Besatzung der Burg musste kurz darauf kapitulieren.
Unter den Gefangenen war John Knox, er wurde im August 1547 zu 19 Monaten Galeerenstrafe verurteilt. Mit einer Gruppe schottischer Gefangener kam er in Rouen an, wo sie auf der Nostre Dame als Rudersklaven an der bretonischen Küste entlang fuhren: eine Zeit, zu der sich Knox später selten äußerte. Er stilisierte die Gruppe als überzeugte Protestanten, die katholische Bräuche missachteten, wo sie nur konnten, trotz der daraus folgenden Repressionen.  Im Frühjahr und Sommer 1548 war die Nostre Dame Teil einer französischen Flotte, die zwischen Frankreich und Schottland hin- und herfuhr. Knox freundete sich mit seinem Mithäftling dem Juristen James Balfour an. Dieser schlug später eine Karriere als Kirchenrechtler ein, und da Knox sich mit ihm überwarf, stellte er ihn in seinem Geschichtswerk entsprechend negativ dar. An Bord der Nostre Dame waren sie noch enge Freunde.
Verhandlungen zwischen England und Frankreich hatten Knox’ vorzeitige Freilassung zur Folge. Im Frühjahr 1549 kehrte Knox nach England zurück und wurde vom Staatsrat (Privy Council) als Prediger in Berwick-upon-Tweed eingesetzt. Seine Tätigkeit dort und ab 1551 in Newcastle-upon-Tyne machten ihn als reformatorischen Theologen bekannt; eine Ernennung zu einem der sechs königlichen Kapläne war die Folge. Dass Knox ein geweihter Priester war, ebnete ihm den Weg in dieser Phase der englischen Reformation, obwohl er diesem Fakt keine Bedeutung zumaß. Das Bischofsamt von Rochester und das Rektorat von All Hallows lehnte er ab. Knox beteiligte sich an den Diskussionen über Liturgiereformen im Zusammenhang mit dem revidierten Book of Common Prayer. Konkret ging es um das Knien beim Abendmahlsempfang und die damit verbundene Gegenwart Christi. Knox stimmte einem Kompromiss (Black Rubric) zu, der dies nicht als notwendig erachtet.

### Flüchtling in Europa, Pfarrer in Genf
Nach der Thronbesteigung der Königin Maria I. 1553 wurde der Römische Katholizismus zur Staatsreligion erklärt. Knox floh ebenso wie andere Protestanten auf den Kontinent. Stationen seines Aufenthalts dort waren Dieppe, Genf, Zürich, wieder Dieppe und schließlich Frankfurt am Main. Hier übernahm er auf Wunsch des Genfer Reformators Johannes Calvin die Aufgabe eines Predigers für die englische Flüchtlingsgemeinde. Knox scheiterte mit dem Versuch, die Genfer Gottesdienstordnung in englischer Übersetzung einzuführen, denn die rund 200 Personen umfassende Gemeinde bevorzugte ein unter Edward Seymour eingeführtes Gesangbuch. Als Gegner von Knox trat Richard Cox auf; Calvin versuchte zu vermitteln. Auf Betreiben der Gruppe um Cox wies der Rat der Stadt Frankfurt Knox aus. Er traf dann im April 1555 in Genf ein. Auch hier hatte sich eine englische Flüchtlingsgemeinde konstituiert, deren Pfarrer er werden wollte. Er erlebte mit, wie die Genfer Opposition gegen Calvin in Rat und Oberschicht nach einer planlosen Revolte politischen Säuberungen zum Opfer fiel (Hinrichtung der Hauptverantwortlichen, Ausweisungen, Flucht von Sympathisanten). Knox beschrieb die nun in Genf durchgesetzte Ordnung von Kirche und Gesellschaft geradezu enthusiastisch als „vollkommenste Schule Christi auf Erden seit den Tagen der Apostel.“
Über Knox’ Tätigkeit als Pastor der englischen Gemeinde in Genf ist nicht viel bekannt. Er war spätestens ab jetzt ein theologischer Schüler Calvins und sammelte Praxiserfahrungen, die ihm später nützlich waren. Im Herbst/Winter 1555 reiste er durch Schottland und traf sich mit Protestanten. Eine Vorladung wegen Ketzereiverdachts in Edinburgh wurde zurückgezogen. Gemeinsam mit Marjorie Bowes, die er in England geheiratet hatte, kehrte er 1556 nach Genf zurück. Er ermutigte die protestantischen Adligen, die Reformation trotz katholischer Herrschaft voranzutreiben, wozu sie am 3. Dezember 1557 einen Bund zur Verteidigung der evangelischen Kirche schlossen.

### Reformator Schottlands
Als John Knox im Mai 1559 endgültig nach Schottland zurückkehrte, stand die Auseinandersetzung zwischen antifranzösischen Protestanten (englisch: Lords of the Congregation) und der Regentin Marie de Guise unmittelbar bevor. Knox hatte 1559/60 eine aktive Rolle bei der Entmachtung Maries mit Unterstützung schottischer Adliger und englischer Truppen, zeitweise war er Sekretär der Lords of the Congregation. Er wurde noch während des politischen Konflikts zum Pfarrer der St. Giles’ Cathedral in Edinburgh gewählt und hatte diese Stelle mit Unterbrechungen bis zu seinem Tod inne. 
Unerwartet kehrte die verwitwete Königin Maria Stuart 1561 aus Frankreich nach Schottland zurück. Einige protestantische Führer akzeptierten, dass an Marias Hof katholische Messen gelesen wurden, aber Knox war vehement dagegen. Obwohl die Mehrheit der schottischen Bevölkerung zu diesem Zeitpunkt nicht protestantisch war, setzte sich Knox entschieden für die Unterdrückung des Katholizismus und den Aufbau einer protestantisch geprägten Ordnung ein. Auf diese Weise wurde er zum wichtigen Gegner der Königin, deren instabile Herrschaft zum Bürgerkrieg und zu ihrer Abdankung und Flucht führten. Knox predigte bei der Krönung des unmündigen Thronfolgers Jakob VI. (Juli 1567) und hatte auch später wesentlichen Einfluss auf ihn. Seine Äußerungen aus den letzten Lebensjahren zeigen aber eine zunehmende Frustration wegen der Dominanz der Politik über die Religion.

### Familie
Über John Knox’ familiären Hintergrund ist wenig bekannt, da er sich dazu kaum äußerte. Er hatte einen Bruder, der den Namen des Vaters trug, nämlich William Knox, und dessen Kaufmannsberuf weiterführte. Dass John Knox zeitweise den Decknamen John Sinclair nutzte, ist der einzige Hinweis darauf, dass seine Mutter eine geborene Sinclair war.
1552 verlobte sich John Knox mit Marjorie Bowes. Der künftige Schwiegervater Richard Bowes war Captain von Norham Castle und missbilligte die Verbindung seiner Tochter mit einem nichtadligen, mittellosen Ex-Priester. Dass Knox darauf zum Hofkaplan ernannt wurde, machte die geplante Ehe akzeptabler. Die Heirat wurde aufgeschoben bis zum Frühjahr 1556, dann brachte John Knox seine Frau und seine Schwiegermutter Elizabeth mit nach Genf. Das Paar hatte zwei Söhne Nathaniel (* 1557) und Eleazer (* 1558), die in Genf zur Welt kamen. Nachdem Marjorie verstorben war, wuchsen die beiden Söhne bei ihren Verwandten mütterlicherseits auf. Beide studierten an der Universität Cambridge und verstarben relativ jung und unverheiratet. In zweiter Ehe heiratete der 50-jährige John Knox 1564 die wesentlich jüngere, angeblich 16-jährige Margaret Stewart, Tochter von Andrew Lord Stewart of Ochiltree. Das Paar lebte in Edinburgh und hatte drei Töchter: Martha (* 1565), Margaret (* 1567/68) und Elizabeth (* um 1570).

## Werke

### Politische Schriften

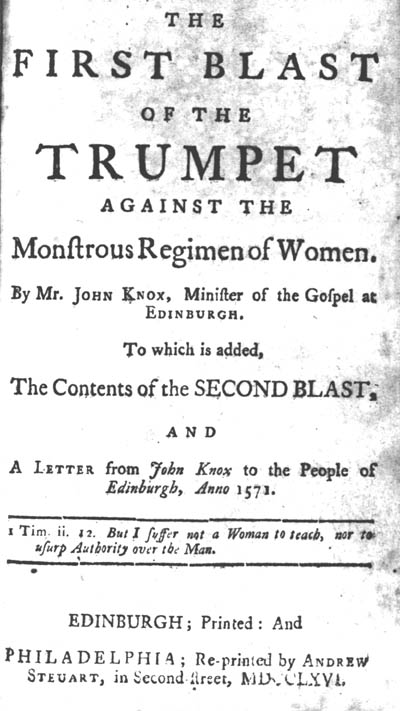
John Knox: The first Blast of the Trumpet

Während seines Exils auf dem europäischen Kontinent entstanden Schriften, mit denen Knox auf die politische Entwicklung in England und Schottland Einfluss zu nehmen versuchte:
- Godly Letter … to the faithful in London, Newcastle, and Berwick: Aufforderung an die Leser, trotz aller Widerstände am protestantischen Glauben festzuhalten.
- Faithful Admission to the Professors of God’s Truth in England (1554): Heftige Polemik gegen die englische Königin Maria Tudor. „Die maßlose, ja abstoßende Sprache, die, wie die Zeitgenossen wohl zu Recht meinten, viel Öl in die Flammen gegossen haben dürfte, mag sich zum Teil aus seiner Erfahrung als Galeerensklave erklären,“ so die Vermutung von James L. Cameron.[18]

- A Letter of Wholesome Counsel, Addressed to his Brethren in Scotland (1555/56). Seelsorgerliches Schreiben, während der Schottlandreise entstanden.
- The first blast of the Trumpet against the monstrous regiment of women (1558). Bekannteste Schrift des Autors: Die Regierung von Frauen wird als unbiblisch verworfen; diese Polemik sollte den Aufstand gegen die Regentin Marie de Guise in Schottland und die Königin Maria Tudor in England begründen. Sie wirkte aber politisch völlig kontraproduktiv, da Knox die künftige Königin von England, Elisabeth I., brüskierte und damit die einzige Regierung, die sich für den Protestantismus auf den Britischen Inseln einsetzte, gegen sich einnahm.
- Appellation Addressed to the Nobility and Estates of Scotland (1556). Knox reagierte mit dieser Schrift auf seine Exkommunikation durch die römisch-katholische Kirche und entwickelte eine Lehre des politischen Widerstands. Adressat ist der schottische Adel.

### Theologische Schriften
John Knox kann in seiner Theologie als Schüler Calvins bezeichnet werden, sein Aufenthalt in Genf damit auch als eine Art Lehrzeit. Als er 1559 nach Schottland zurückkehrte, stand seine Theologie weitgehend fest.
- An Answer to the Cavillation of an Adversary respecting the Doctrine of Predestination (1559). Calvins Lehre von der doppelten Prädestination wird als trostreich und kraftgebend gegen Kritik verteidigt. Knox befürwortet außerdem die Hinrichtung von Michel Servet in Genf.

- The Scots Confession (Confessio Scotica, 1560). Scharf antirömisches Glaubensbekenntnis, unter anderem Ablehnung der Transsubstantiationslehre. Wirkungsgeschichtlich bedeutend ist, dass der aktive politische Widerstand gegen eine tyrannische Obrigkeit als Auslegung des Gebots „Du sollst nicht töten“ und damit als gutes Werk bezeichnet wird (Artikel 14: to represse tyrannie, tyrannidem opprimere). Karl Barth fand hier, nicht bei Johannes Calvin, die theologische Begründung des Widerstands gegen die NS-Diktatur.[19]
- The First Book of Discipline (1560/61). Kirchenverfassung, mit Ausführungen zur Bildungsreform.
- The Book of Common Order (1564). Reformierte Agende und Liturgie, die weitgehend eine Übernahme der Gottesdienstordnung der englischen Flüchtlingsgemeinde in Genf ist.[20]

### Geschichtsschreibung
Mehr in der Geschichte als in der Theologie liegt der wichtigste Beitrag von John Knox zum schottischen Protestantismus. Die History of the Reformation in Scotland umfasst den Zeitabschnitt vom Auftreten der schottischen Lollarden bis zur Krönung des minderjährigen James VI. 1567. Sie wurde 1587 in London gedruckt und ist sprachlich-stilistisch von hoher Qualität. Es handelt sich um eine Geschichtsquelle, die für diese Epoche unverzichtbar ist, wobei deren Parteilichkeit allerdings bedacht werden muss.

## Gedenken

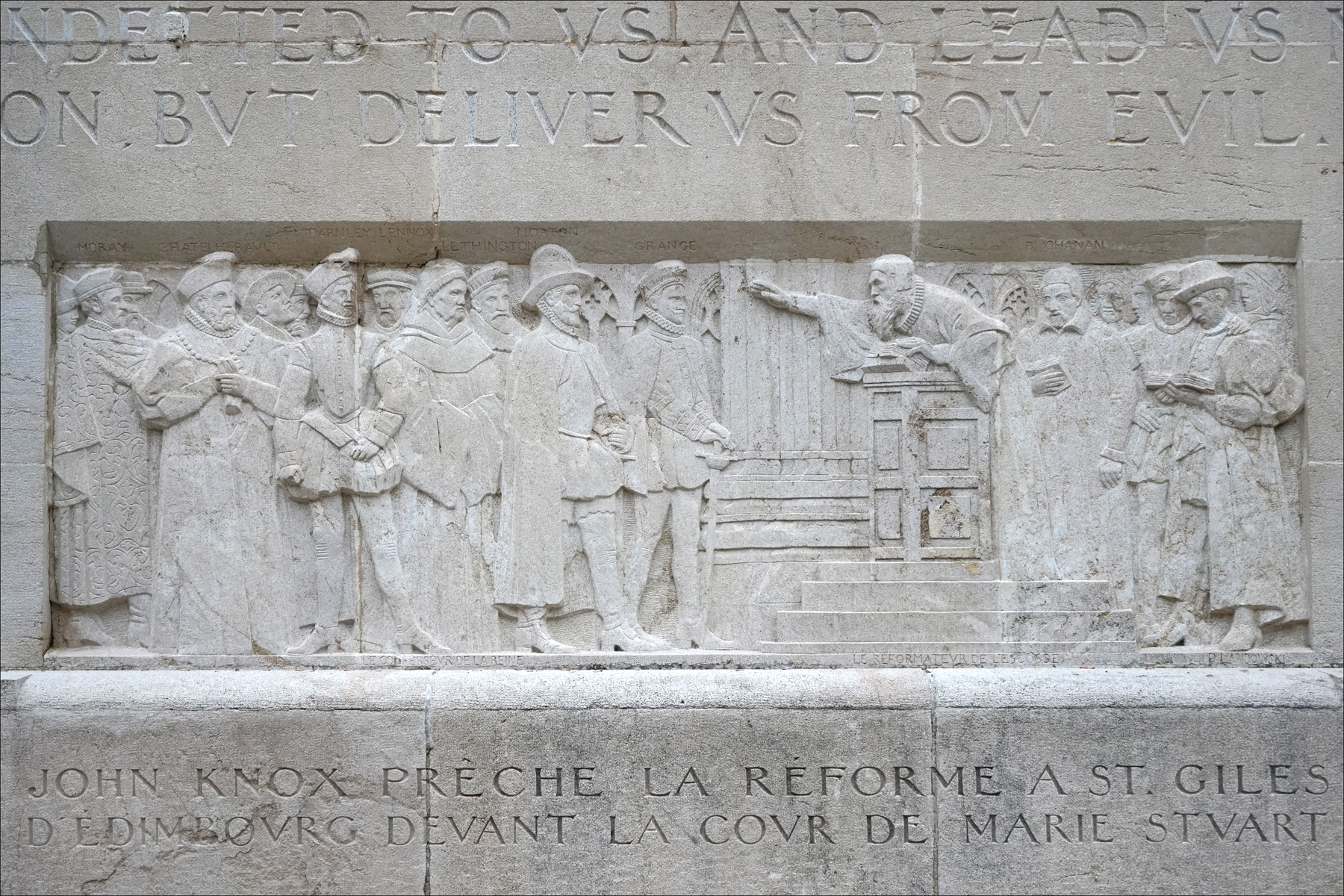
Knox als Prediger in St. Giles, Detail des Genfer Reformationsdenkmals

Statuen von John Knox stehen am Genfer Reformationsdenkmal, der Glasgow Necropolis und der Edinburgher Kathedrale. Die Evangelische Kirche in Deutschland erinnert mit einem Gedenktag im Evangelischen Namenkalender am 24. November an ihn.

## Werkausgaben
- David Laing (Hrsg.): The Works of John Knox, 6 Bände, Edinburgh 1846–1864.
- W. Croft Dickinson (Hrsg.): History of the Reformation in Scotland, 2 Bände, 1949.